# 巴頓旋轉式水道橋
巴頓旋轉式水道橋（英語：Barton Swing Aqueduct）是英國英格蘭大曼徹斯特艾維爾河畔巴頓的一座可動式通航水道。這座建築使得橋水運河得以跨過曼徹斯特運河。較大的船隻可在水道橋擺動時通過運河，而小型船隻則可從水道橋頂部通過。這座建築是世界第一座、亦是唯一一座旋轉式水道橋。巴頓旋轉式水道橋是一座II*級登錄建築，被認為是維多利亞時代的土木工程一大標誌。水道橋的設計者是愛德華·李德·威廉姆斯爵士，由德比的安德魯·漢迪賽德公司修建。啟用於1894年，現在仍在使用。

## 歷史

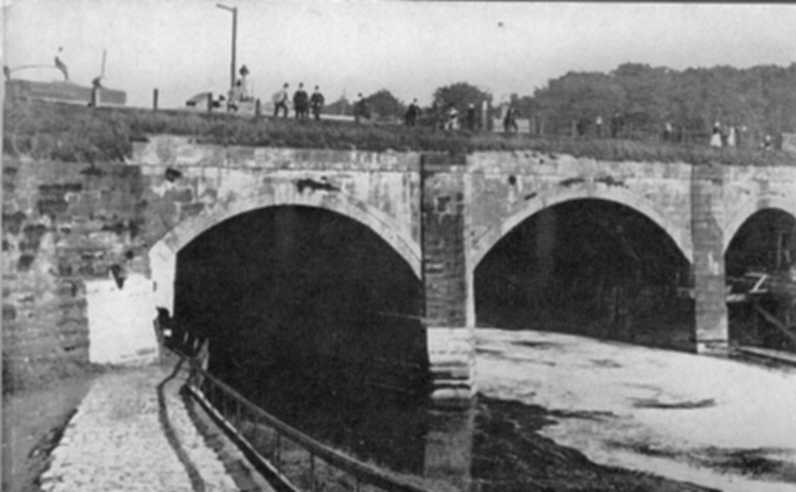
最初的巴頓水道橋，拍攝於其被拆除前夕的1893年

巴頓旋轉式水道橋是巴頓水道橋的替代品。後者是一座跨越在艾維爾河上的磚石結構水道橋，竣工於1761年。1890年代修建曼徹斯特運河時，由於通行運河的船隻高度增高，無法穿過舊橋，因此決定修建這座新橋。當時亦有使用雙重船閘的另一方案，但因需確保上方橋水運河的水量而未有使用。
新的水道橋由愛德華·李德·威廉姆斯爵士設計，他是曼徹斯特運河公司的工程師，修建則由德比的安德魯·漢迪賽德公司負責。第一艘通行的船隻是在1893年8月21日通過，並在1894年1月1日啟用於商業交通。威廉姆斯亦參與了該地區另一運河交通工程安德頓升船機。

## 工程

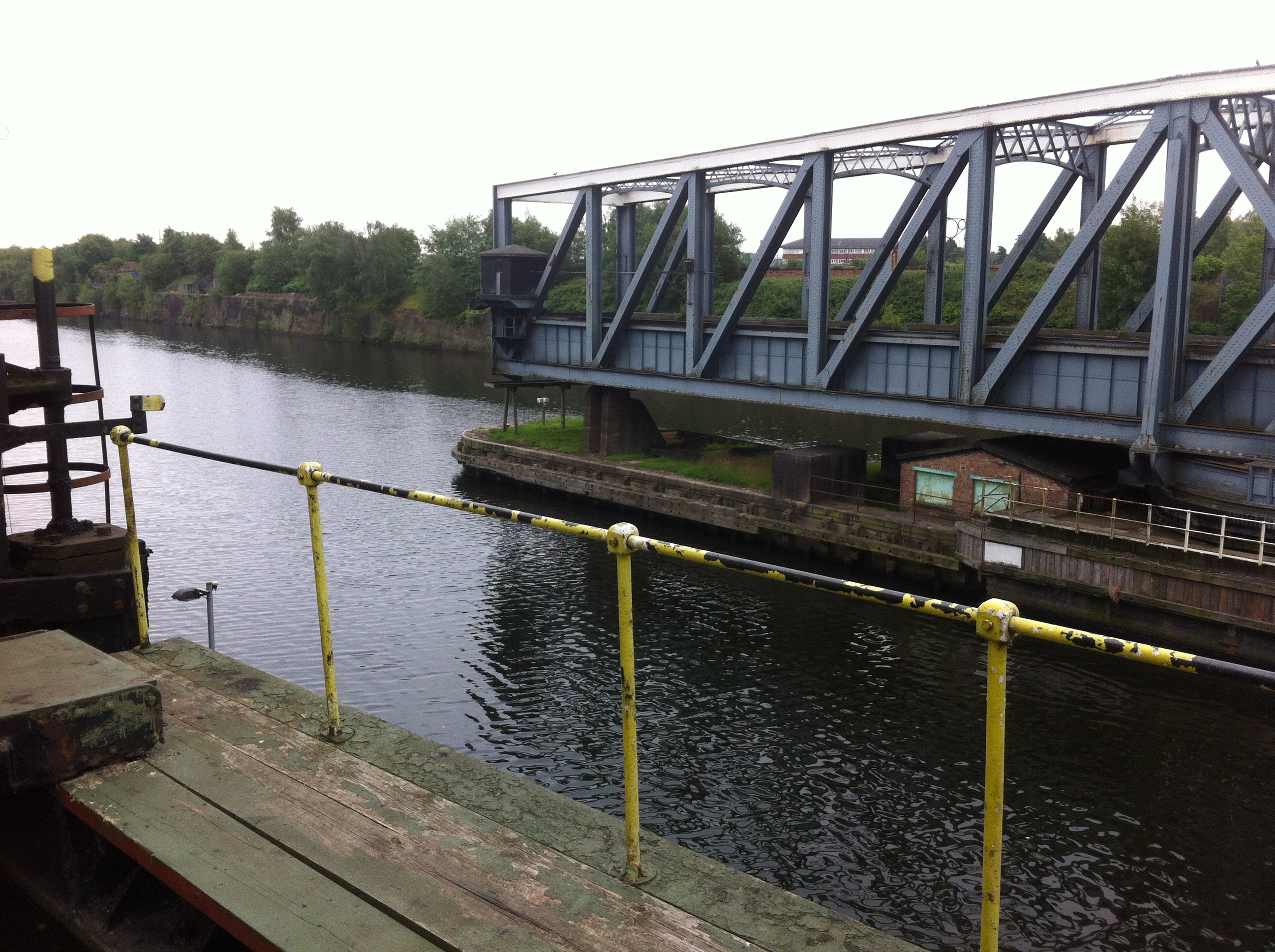
開放時的巴頓旋轉式水道橋

工程開始於1890年，並拆除了運河南岸的一座天主教學校。這一工程意味著艾維爾河需要暫時改道以繞過工地，以在陸地上修建河中島嶼。

## 運用

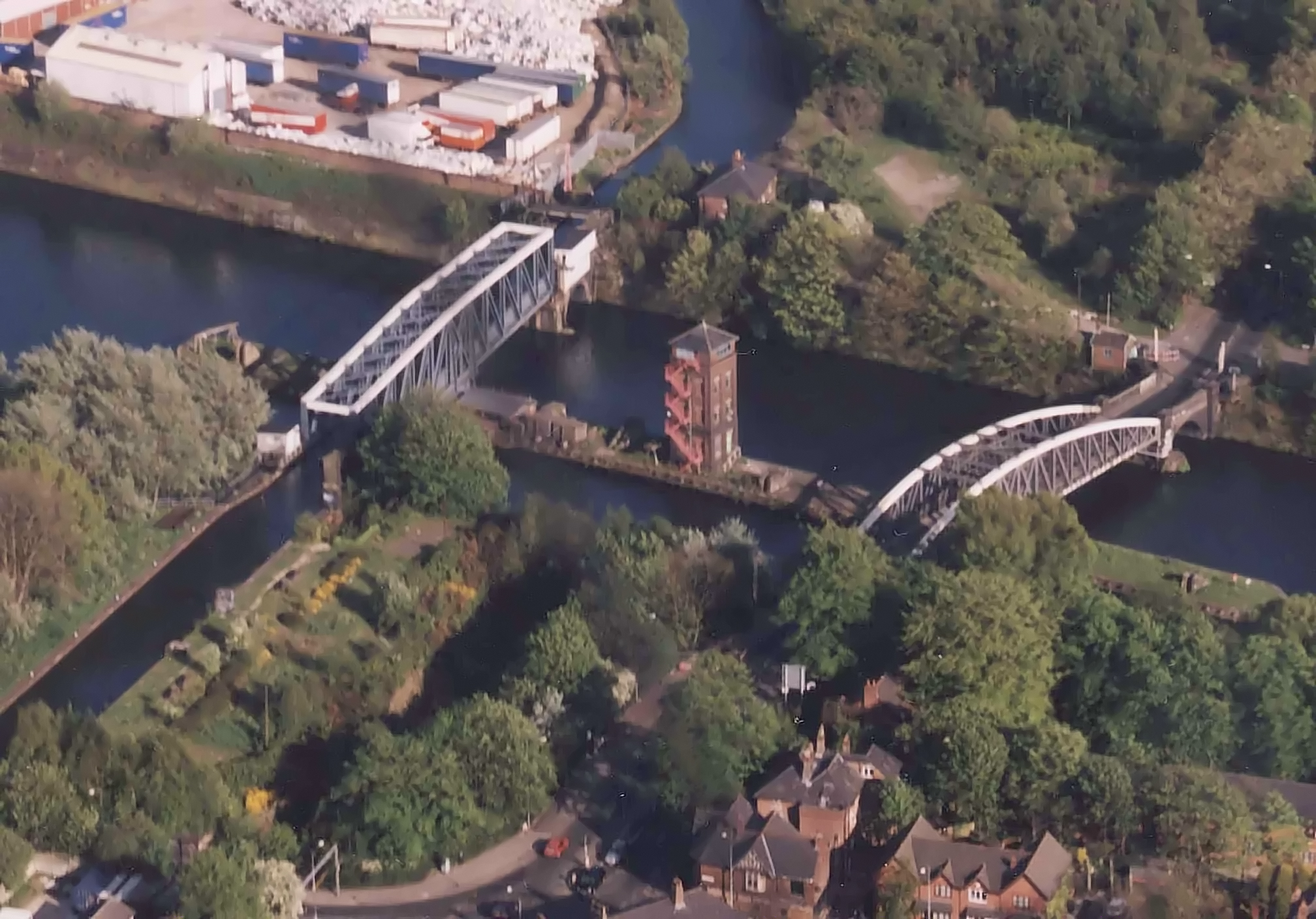
關閉時的巴頓旋轉式水道橋。右側是巴頓公路旋轉橋。

水道橋是一座旋轉橋。在關閉時，曼徹斯特運河流過水道橋的下方。當大型船隻通行曼徹斯特運河時，重1,450-公噸（1,430-長噸；1,600-短噸）、長330-英尺（100-）的鐵槽會旋轉90度，以停在一個樞軸上。鐵槽兩端的閘門可蓄水約800噸。最初在布里奇沃特運河上方9英尺（2.7）處修建有一條曳船道，現已被拆除。
巴頓旋轉式水道橋和巴頓公路旋轉橋相鄰，兩座橋均由運河中人工島上的控制塔操作，當處於開放狀態時，兩座旋轉橋均排在島上，使得船隻得以穿過。為防止碰撞，旋轉橋在船隻預計通過時間的半小時前開放。

## 延伸閱讀
- Cossons, Neil, , David & Charles, 1987
- Fletcher, John C., , John & Margaret Fletcher, 1992, ISBN 978-0-9519058-0-7

## 外部連結
- Videos of the aqueduct in motion
- Video of narrowboat crossing the aqueduct （页面存档备份，存于）
- Barton Swing Aqueduct
- Bridgewater Canal